# Tuân Oanh
Tuân Oanh  hay Tuân Dinh  (chữ Hán: 荀罃, ? – 560 TCN), tên tự là Tử Vũ, khanh đại phu đời Xuân Thu, nhà quân sự, nhà chính trị kiệt xuất, có công lớn khôi phục bá nghiệp của nước Tấn thời Tấn Điệu công.

## Thân thế
Tổ tiên của Tuân Oanh mang họ Cơ, là công tộc của nước Tấn. Tấn Vũ công diệt nước Tuân, ban cho đại phu Nguyên Thị Ảm, đổi làm họ Tuân. Về sau Tuân Tức tuẫn nạn cùng Trác Tử, Tấn Văn công lấy cháu nội trưởng của Tuân Tức là Tuân Lâm Phủ làm Trung hành tướng.
Tấn Thành công sủng hạnh người em nhỏ của Lâm Phủ là Thủ, ban cho đất Trí (智), còn gọi là Tri (知), được lập riêng tông miếu. Tuân Thủ trở thành tổ của họ Trí hay Tri, còn Tuân Lâm Phủ trở thành tổ của họ Trung Hành. Vì vậy Tuân Thủ còn gọi là Trí Thủ hay Tri Thủ, thụy là Trí Trang tử hay Tri Trang tử; Tuân Oanh còn gọi là Trí Oanh, thụy là Trí Vũ tử. Sử cũ đều gọi ông bằng thụy hiệu, dân gian quen gọi là Tuân Oanh.

## Chín năm tù đồ

### Bị bắt ở Bật
Năm 597 TCN, hai nước Tấn – Sở đối trận ở đất Bật , Tuân Thủ làm Hạ quân đại phu, mang theo Tuân Oanh tham chiến. Giữa các tướng Tấn nổ ra tranh cãi, Trung quân tướng Tuân Lâm Phủ cầm đầu phe đa số muốn rút quân, Trung quân tá Tiên Cốc cầm đầu phe thiểu số đòi quyết chiến. Ngụy Kĩ và Triệu Chiên xin đi hòa đàm với Sở, Tuân Lâm Phủ đồng ý nhưng rồi nhận ra 2 người này thuộc phe chủ chiến, vội phái cháu trai Tuân Oanh đuổi theo gọi bọn họ trở lại.
Không ngờ 2 người Ngụy, Triệu đã kịp chọc giận quân Sở rồi bỏ trốn, còn lính tuần tiễu Sở trông thấy cánh quân của Tuân Oanh, thì cho là quân Tấn đến đánh. Sở Trang vương đang giận, lập tức phát động toàn quân công kích. Tuân Oanh trở tay không kịp, bị công tử Phụ Cơ bắt sống.
Quân Tấn cuống cuồng bỏ chạy, sang đến bờ bắc Hoàng Hà, anh em Tuân Lâm Phủ gặp nhau, mới biết Tuân Oanh đã mất tích. Tuân Thủ đưa thân binh họ Tuân quay lại bờ nam nhưng không tìm được. Không cam tâm trở về tay trắng, Tuân Thủ xông vào quân Sở, bắn chết và cướp thây của Liên doãn Tương Lão, bắn bị thương và bắt sống công tử Cốc Thần (còn gọi là Hộc Thần, con trai Sở Trang vương).

### Bị giam ở Sở
Những năm sau đó, Sở Trang vương thừa thắng tranh giành Trung Nguyên, quan hệ Tấn - Sở vô cùng căng thẳng.
Năm 591 TCN, Sở Trang vương mất, không lâu sau, Sở Cung vương nối ngôi, nước Sở dần suy yếu; còn Tuân Thủ thăng làm Trung quân tá, tức Thứ khanh của nước Tấn, tình hình bắt đầu chuyển biến. Trong khoảng thời gian này, Trung quân tướng, tức Chính khanh của nước Tấn là Khích Khắc quay sang đối địch với nước Tề ở phía đông, quan hệ Tấn – Sở trở nên hòa hoãn.
Năm 588 TCN, dựa vào đề xuất của Khước Chí, Tuân Thủ xin dùng thi thế Tương Lão và công tử Cốc Thần đổi lấy Tuân Oanh, Sở Cộng vương nhận lời.

### Đối đáp với Sở Vương
Trước khi Tuân Oanh lên đường trở về nước Tấn, Tả truyện chép lại cuộc đối thoại phi thường giữa ông và Sở Cộng vương.
Sở Cộng vương: Ngươi có oán hận ta không?
Tuân Oanh: Đôi bên giao binh, thần không làm tròn nhiệm vụ, nên mới bị bắt. Sau đó không bị đem tế cờ, mà còn được trở về, là ân huệ của nhà vua vậy! Thần thật bất tài, còn dám oán ai!?
Sở Cộng vương: Vậy ngươi có cảm kích ta không?
Tuân Oanh: Hai nước đều vì xã tắc của mình mà tính toán, mong muốn trăm họ được an lành; đôi bên đều kềm chế cơn giận của mình, phóng thích tù nhân mà kết tình hữu hảo. Hai nước hữu hảo, thần không tham dự, thì biết cảm kích ai!?
Sở Cộng vương: Ngươi trở về, sẽ báo đáp ta như thế nào?
Tuân Oanh: Thần không có oán, nhà vua không có ơn; không oán không ơn, biết báo làm sao!?
Sở Cộng vương: Tuy rằng như vậy, cứ nói cho ta nghe xem nào!
Tuân Oanh: Nhờ phúc của nhà vua, thần đem được nắm xương này trở về Tấn, quả quân  trị tội mà giết đi, thần chết rồi còn làm gì được nữa! Nếu quả quân tha chết, giao cho ngoại thần Thủ, Thủ xin với quả quân, rồi trị tội mà giết đi trước tông miếu, cũng không làm gì được nữa! Nếu không chết mà còn được kế thừa tông chức, theo thứ tự được đảm nhiệm công việc, soái lĩnh quân đội bảo vệ biên cương, gặp quân đội của nhà vua, thì không dám trái với lễ tiết mà tránh đi; sẽ tận lực đến chết, không có 2 lòng, cho trọn lễ tiết của bề tôi, như thế là báo ơn vậy!
Sở Cộng vương than rằng: Nước Tấn, chưa thể tranh được!
Sở Cộng vương dùng hậu lễ mà đưa Tuân Oanh về Tấn.

## Sự nghiệp

### Kế thừa tông chức
Sau khi trở về, Tuân Oanh lập tức được Tuân Thủ lập làm Tông tử của họ Trí. Năm 583 TCN, Tuân Thủ qua đời, Tuân Oanh thay cha làm Hạ quân tá.
Năm 578 TCN, ông tham gia trận Ma Toại, đánh bại quân Tần. Năm 575 TCN, 2 nước Tấn – Sở giao chiến ở Yên Lăng, Tuân Oanh soái lĩnh quân riêng đánh dẹp các nước phụ thuộc của Sở là Trần, Thái.
Năm 573 TCN, Trung quân tướng Loan Thư và Trung quân tá Tuân Yển (cháu nội Tuân Lâm Phủ) thích sát Tấn Lệ công, sai Tuân Oanh đến Thành Chu nghênh lập cháu nội của Tấn Tương công là Tôn Chu, chính là Tấn Điệu công. Không lâu sau, Tuân Oanh được thăng làm Trung quân Tá (Tuân Yển giáng làm Thượng quân tướng).
Mùa đông năm ấy, Sở Cộng vương và Trịnh Thành công đánh Tống, vây khốn Bành Thành. Tháng 6 năm 571 TCN, Trịnh Thành công, người kiên quyết trung thành với Sở, qua đời. Tháng 7, Tuân Oanh hội quân các nước Tề, Tống, Lỗ, Vệ, Tào, Chu, Đằng, Tiểu Chu… tại đất Thích của nước Vệ bàn kế phạt Trịnh. Khanh sĩ nước Lỗ là Trọng Tôn Miệt (tức Mạnh Tôn Miệt, thụy là Mạnh Hiến Tử) đề xuất đắp thành Hổ Lao để khống chế nước Trịnh.
Được sự đồng ý của khanh sĩ nước Tề là Thôi Trữ (thụy là Thôi Vũ Tử), mùa đông năm ấy, Tuân Oanh cùng khanh sĩ các nước tiến hành việc đắp thành. Nước Trịnh không đánh mà chịu khuất phục.
25/4/570 TCN, 2 nước Tấn – Lỗ hội minh ở Trường Xư, Trọng Tôn Miệt làm tướng lễ của Lỗ, Tuân Oanh làm tướng lễ của Tấn. Trọng Tôn Miệt để Lỗ Tương công (khi ấy 4 tuổi) làm lễ bầy tôi với Tấn Điệu công (khi ấy 17 tuổi), Tuân Oanh ngăn lại.
Mùa đông năm 570 TCN, Tuân Oanh soái quân đánh thuộc quốc của Sở là Hứa.

### Hoàn thành bá nghiệp
Nước Sở tiến hành phản công, các nước Trần, Trịnh nối nhau phản Tấn. Tấn Điệu công phẫn nộ, triệu tập các khanh bàn bạc. Tuân Oanh đề xuất lấy 3 quân Thượng, Hạ, Tân làm cơ sở, đem Trung quân chia làm 3, biên nhập vào 3 quân trên, lập ra 3 cánh quân; 1 cánh xuất chinh, 2 cánh hưu chỉnh, cứ xoay vần như vậy!
Nhằm gạt bỏ mọi trở ngại cho Tuân Oanh, Trung quân tướng Hàn Quyết chủ động cáo lão, Điệu công đồng ý. Năm 566 TCN, Tuân Oanh được thăng làm Trung quân tướng, tức Chính khanh.
Những năm sau đó, nước Trịnh kiên trì thực hiện chiến lược "Tấn đến theo Tấn, Sở đến theo Sở". Trong khi nước Tấn phản ứng mạnh mẽ thì nước Sở dần suy kiệt.
Tháng 12 năm 563 TCN, Tấn Điệu công cùng hội minh với Tống công, Lỗ công, Vệ hầu, Tào bá, Trịnh bá, Tề thế tử Quang, Cử tử, Chu tử, Đằng tử, Tiết bá, Kỷ bá, Tiểu Chu tử ở Tiêu Ngư , tha hết tù binh của nước Trịnh, rút hết quân đội khỏi nước Trịnh, cấm chỉ cướp bóc. Nước Sở không làm gì được nữa, Tấn Điệu công hoàn thành bá nghiệp.
Năm 560 TCN, Tuân Oanh qua đời. Con trai Tuân Sóc mất sớm, cháu nội Tuân Doanh kế tự, vì còn nhỏ tuổi, đến năm 548 TCN mới được làm Hạ quân tá.

## Đánh giá
Tuân Oanh đối đáp với Sở vương không kiêu ngạo không siểm nịnh, vừa bảo toàn được thân mà không làm mất thể diện quốc gia, cho thấy 1 tương lai không tầm thường.
Khi đắp thành Hổ Lao, ông nhanh chóng chấp nhận kế sách của Trọng Tôn Miệt nước Lỗ, nhưng không quên hỏi ý kiến của Thôi Trữ nước Tề, thể hiện tầm sâu sắc về quân sự và độ nhạy bén về chính trị hơn người. Sự trọng thị mà Tuân Oanh dành cho nước Tề, càng khiến nước Lỗ phụ thuộc vào nước Tấn nhiều hơn, thể hiện qua hội thề Trường Xư.
Chiến lược "dĩ dật đãi lao" của Tuân Oanh, chia quân làm 3, đã đi trước tình thế tranh chấp của 2 nước Tấn - Sở, kết quả giành được thắng lợi cho nước Tấn.